# روبيرت مارجريت
روبيرت مارجريت (بالفرنسية: Robert Margerit)‏ ولد في 25 يناير 1910 في بريف-لا-جيارد (كوريز ) وتوفى في 27 يونيو 1988 في إيزل (فيين العليا ). وهو كاتب و صحفي فرنسي. حصل على جائزة رينودو الأدبية عام 1951.

## وصلات خارجية
- روبيرت مارجريت على موقع IMDb (الإنجليزية)